# La Grange (Wyoming)
Pour les articles homonymes, voir Lagrange.
La Grange est une municipalité américaine située dans le comté de Goshen au Wyoming.
Lors du recensement de 2010, sa population est de 448 habitants. La municipalité s'étend sur 0,41 milles carrés (1,06 km2).